# Rourea pseudospadicea
Rourea pseudospadicea é uma espécie  de planta com flor pertencente à família Connaraceae.
A autoridade científica da espécie é G.Schellenb., tendo sido publicada em Das Pflanzenreich IV. 127(Heft 103): 207. 1938.

## Brasil
Esta espécie  é nativa e endémica do Brasil, podendo ser encontrada na Região Sudeste. Em termos fitogeográficos pode ser encontrada no domínio da Mata Atlântica.
Não ocorrem táxons infra-específicos no Brasil.